# Nothaphoebe fargesii
Nothaphoebe fargesii är en lagerväxtart som beskrevs av H. Liu. Nothaphoebe fargesii ingår i släktet Nothaphoebe och familjen lagerväxter. Inga underarter finns listade i Catalogue of Life.